# Fanshawe Lake
Fanshawe Lake är en sjö i Kanada.   Den ligger i countyt Middlesex County och provinsen Ontario, i den sydöstra delen av landet, 500 km sydväst om huvudstaden Ottawa. Fanshawe Lake ligger 261 meter över havet. Arean är 2,1 kvadratkilometer. Den sträcker sig 3,6 kilometer i nord-sydlig riktning, och 2,4 kilometer i öst-västlig riktning.
Omgivningarna runt Fanshawe Lake är en mosaik av jordbruksmark och naturlig växtlighet. Runt Fanshawe Lake är det ganska tätbefolkat, med 185 invånare per kvadratkilometer.